# Murzuk tartomány
Murzuk tartomány (arabul شعبية مرزق [Šaʿbiyyat Murzuq]) Líbia huszonkét tartományának egyike. A történelmi Fezzán régióban, az ország déli részén fekszik: északnyugaton Vádi el-Haját tartomány, északon Szabha tartomány, északkeleten Dzsufra tartomány, keleten el-Kufra tartomány, délről Csád, nyugaton pedig Gát tartomány határolja. Székhelye Murzuk városa. Lakossága a 2006-os népszámlálás adatai szerint 78 621 fő.

## Fordítás
Ez a szócikk részben vagy egészben  a   Libyen#Verwaltungsgliederung című német Wikipédia-szócikk ezen változatának fordításán alapul.  Az eredeti cikk szerkesztőit annak laptörténete sorolja fel. Ez a jelzés csupán a megfogalmazás eredetét és a szerzői jogokat jelzi, nem szolgál a cikkben szereplő információk forrásmegjelöléseként.